# دولورس ماركو
دولورس ماركو (بالإسبانية: Dolores Marco)‏ هي لاعبة كرة الريشة إسبانية، ولدت في 29 أغسطس 1973 في منطقة بلنسية في إسبانيا.

## وصلات خارجية
- دولورس ماركو على موقع BWF.tournamentsoftware.com (الإنجليزية)
- دولورس ماركو على موقع BWFbadminton.com (الإنجليزية)